# Resolution 28 des UN-Sicherheitsrates
Die Resolution 28 des UN-Sicherheitsrates ist eine Resolution, die der Sicherheitsrat der Vereinten Nationen in der 177. Sitzung am 6. August 1947 beschloss.

## Inhalt
Die Resolution ernannte einen Unterausschuss, der sich aus allen Vertretern zusammensetzte, die Lösungen für die griechische Frage vorschlugen, um zu versuchen, sie alle in einem neuen Resolutionsentwurf zusammenzufassen. Der Unterausschuss sollte am 11. August 1947 über seine Schlussfolgerungen berichten.

## Hintergrund
1946 war der griechische Bürgerkrieg zwischen der Regierung und kommunistischen Rebellen im Norden des Landes ausgebrochen. Nach Angaben Griechenlands wurden diese Kommunisten von den Nachbarländern Albanien, Jugoslawien und Bulgarien unterstützt, die alle vor kurzem kommunistisch geworden waren. Die drei Länder dementierten jedoch den Vorwurf. 1947 wurde eine Kommission entsandt, die den Fall vor Ort untersuchen sollte. Als sie im Juni Bericht erstattete, lehnte die Sowjetunion ihre Empfehlungen ab. Die Sowjetunion wollte Griechenland die Schuld geben, während die Vereinigten Staaten die drei kommunistischen Länder verurteilen wollten.

## Abstimmung
Die Resolution wurde mit 10 Stimmen angenommen; die Sowjetunion enthielt sich der Stimme.